# Cesare Trivulzio
Cesare Trivulzio, französisch César Trivulce (* um 1495; † wohl am 23. August 1548 in Bagni di Lucca) war ein italienischer Kleriker aus der Mailänder Familie Trivulzio, Bischof von Como und Kommendatar-Bischof von Apt.

## Leben
Cesare Trivulzio war ein unehelicher Sohn von Giorgio Trivulzio, Signore di Melzo. Seine Mutter ist unbekannt. Er war der Neffe des Bischofs Antonio Trivulzio von Como, Piacenza und Asti, und des Kardinals Scaramuccia Trivulzio.
Im Gefolge des Kardinals kam er nach Rom, wurde dort 1517/18 Referent der Apostolischen Signatur unter Papst Leo X. und nahm anschließend bis 1541 wechselnde Aufgaben in der Kurie wahr. Als Antonio Trivulzio zurückgetreten war, übertrug der Papst ihm am 26. Mai 1519 das Bistum Como, in dem Scaramuccia Trivulzio noch Rechte für sich in Anspruch nahm, so dass Cesare erst nach dessen Tod 1527 den Bischofstitel führen konnte. In jener Zeit wurde er zudem Apostolischer Administrator für Catalano Trivulzio, den Neffen Scaramuccias, dem dieser das Bistum Piacenza übertragen hatte. Am 18. Mai 1523 erhielt er die Bischofsweihe. Nach dem Tod Kardinal Scaramuccias konnte er dann nicht in der Diözese Como residieren, da sie teilweise von kaiserlichen Truppen besetzt war, konnte allerdings 1528 Pfarreien in Bellinzona und Lugano besuchen.
Unter Papst Clemens VII. war er von 1529 bis 1534 Apostolischer Nuntius am französischen Hof. Am 12. Mai 1533 wurde er auf Fürsprache des Königs Franz I. und in Übereinstimmung mit dem Konkordat von Bologna zum Kommendatar-Bischof von Apt ernannt, das er 1540 gegen die Abtei von Sénanque als Pfründe tauschte.
Nachdem er mit Alfonso d’Avalos, dem Gouverneur von Mailand 1538–1546, in Konflikt geraten war, musste er in Rom Zuflucht suchen. Er starb zwischen dem 18. und 27. August 1547, vermutlich am 23., in Bagni di Lucca.